# Al-ʿAzīz Jamāl al-Dīn Yūsuf
al-ʿAzīz Jamāl al-Dīn Yūsuf (in arabo العزيز جمال الدين أبو المحاسن يوسف بن برسباي‎?; 14 aprile 1424 – dopo il 1438) è stato un sultano egiziano mamelucco, figlio di Barsbay, che regnò dal 7 giugno al 9 settembre 1438.

## Biografia
al-ʿAzīz Yūsuf aveva 14 anni quando succedette al padre, il sultano Barsbay, il 7 giugno 1438. Per il giovane sultano, il potente emiro Jaqmaq, sostenuto da numerosi emiri e mamelucchi sultani e da alcuni altri gruppi mamelucchi, guidò il governo, ma contro di lui si formò un "partito della cittadella" attorno al sultano, che comprendeva il califfo abbaside al-Mu'tadid II. (1414-1441), il tesoriere, l'esercito, alcuni emiri importanti e la maggior parte dei mamelucchi, tutti però inesperti negli affari di governo e nella guerra. Per questo motivo, quando Jaqmaq e i suoi mamelucchi assaltarono la Cittadella del Cairo, le sue truppe vennero attaccate da lì, ma allo stesso tempo molti mamelucchi del giovane sultano disertarono e lui chiese una tregua. In seguito, Jaqmaq prestò giuramento di obbedienza al sultano al-Aziz Yusuf da parte dei Qāḍī e assunse l'amministrazione dell'impero, ma rimase lontano dal servizio di corte.
Alcuni emiri egiziani, giunti dalla Siria al Cairo, furono arrestati dall'emiro Qurqumas, ma ciò, invece di indebolire Jaqmaq, come sperava Qurqumas, rafforzò la sua posizione, tanto che egli incoraggiò Jaqmaq a deporre il sultano al-ʿAzīz Yūsuf e a salire lui stesso al trono, sperando così di mettere contro di lui i mamelucchi ashrafi fedeli al sultano. Ma anche questo fallì e l'emiro Qurqumas fu costretto a sostenere apertamente Jaqmaq nella sua ricerca del sultanato.
al-ʿAzīz Yūsuf fu deposto il 10 settembre 1438, imprigionato nel palazzo del sultano al Cairo e infine trasferito nella prigione di Alessandria, dove tuttavia, secondo Ibn Taghribirdi, trascorse i suoi ultimi anni dedicandosi allo studio in circostanze abbastanza piacevoli.